# Wuhłyk Krasnoarmiejsk
Wuhłyk Krasnoarmiejsk (ukr. Футбольний клуб «Вуглик» Красноармійськ, Futbolnyj Kłub "Wuhłyk" Krasnoarmijśk) – ukraiński klub piłkarski z siedzibą w Krasnoarmiejsku, w obwodzie donieckim.

## Historia
Chronologia nazw:
- 193?—1941: Stachanoweć Krasnoarmiejsk (ukr. «Стахановець» Красноармійськ)
- 1945—19??: Wuhłyk Krasnoarmiejsk (ukr. «Вуглик» Красноармійськ)

Drużyna piłkarska Stachanoweć Krasnoarmiejsk została założona w mieście Krasnoarmiejsk w latach 30. XX wieku. W 1938 klub debiutował w rozgrywkach Pucharu ZSRR. W 1968 klub pod nazwą Wuhłyk Krasnoarmiejsk debiutował w Klasie B, 2 strefie ukraińskiej Mistrzostw ZSRR. W pierwszym sezonie zajął 7. miejsce, a w następnym sezonie 1969 był 14.
W następnym, 1970 roku odbyła się reorganizacja systemu lig ZSRR - klub został zdeklasowany i pożegnał się z rozgrywkami na szczeblu profesjonalnym. Potem kontynuował występy w rozgrywkach Mistrzostw i Pucharu obwodu donieckiego, dopóki nie został rozwiązany.

## Sukcesy
- Trzecia Grupa, wschodnia strefa ukraińska:

7 miejsce: 1968
- Puchar ZSRR:

1/512 finału: 1938